# Velimirovac
Velimirovac (njemački: Welimirowatz ) je mjesto u Osječko-baranjskoj županiji, u sastavu grada Našica.

## Zemljopisni položaj
Nalaze se sjeverno od Našica na državnoj cesti D53 Našice - Donji Miholjac. U neposrednom susjedstvu zapadno su Pribiševci, Gabrilovac, Ličko Novo Selo, Našičko Novo Selo te Đurđenovac. Sjeverno od Velimirovca su mjesta Lila i Klokočevci. Prema istoku od Velimirovca je Jelisavac, te Našička rijeka.

## Povijest
Do predkraj Drugoga svjetskoga rata Velimirovac je bio naseljen uglavnom Nijemcima. Prema popisu stanovništva iz 1910. godine Velimirovac je imao 797 stanovnika, od čega 764 Nijemca. Velimirovac je dobio ime po grofu Velimiru Pejačeviću, ispočetka se trebalo zvati Jelisavac po ženi grofa Velimira, Jelisaveti, ali ona to nije dopustila jer je bila jako pobožna, a Velimirovac su nastanili protestanti njemačke nacionalnosti. Nijemci dolaze većina iz Bačke u Vojvodini oko 1880.- tih, a na poziv grofa radi krčenja šuma i pretvaranja u oranice. Svi stanovnici kao i u Jelisavcu, Markovcu i Breznici imaju sklopljene ugovore s grofovima Pejačević o korištenju zemljišta. Većina stanovnika njemačke nacionalnosti napušta selo prije dolaska partizana i odlazi prema Austriji. Oni koji su ostali u svibnju 1945. su sprovedeni u Radni logor Valpovo  jer su nove vlasti pripisale kolektivnu krivnju svim pripadnicima njemačke nacionalnosti bez obzira na starost i spol. Svima je oduzeta imovina pa se većina nakon povratka iz logora, gdje su neki i ostavili živote, nema gdje vratiti i bivaju protjerani u Austriju i Njemačku. Nakon toga u prazne kuće su naseljeni Hrvati iz raznih krajeva.
Velimirovac trenutno ima 1144 stanovnika (Popis stanovništva 2011.)

## Stanovništvo
| broj stanovnika |       |       |       | 739   | 908   | 797   | 802   | 915   | 982   | 937   | 1121  | 1150  | 1179  | 1243  | 1235  | 1129  | 946   |
|                 | 1857. | 1869. | 1880. | 1890. | 1900. | 1910. | 1921. | 1931. | 1948. | 1953. | 1961. | 1971. | 1981. | 1991. | 2001. | 2011. | 2021. |

Iskazuje se kao dio naselja od 1890., a kao naselje od 1921. Do 1900. iskazivano pod imenom Selište.
Prema prvim rezultatima Popisa stanovništva 2011. u Velimirovcu je živjelo 1144 stanovnika u 360 kućanstva.

## Crkva
Velimirovac je sjedište rimokatoličke župe Gospe Fatimske (Našice 3.), zajedno s filijalama (Pribiševci,Lila,Klokočevci,Lipine)i pripada našičkom dekanatu Požeške Biskupije. Crkveni god ili kirvaj slavi se 13. svibnja.

## Sport
- U Velimirovcu djeluje boćarski klub "Wels".
- NK Croatia Velimirovac natječe se u 2. ŽNL Osječko-baranjska. Navijačka skupina: " Wells"
- Šahovski klub "Radnik"

Memorijalni šahovski turnir "Valent Pintarić"  održava se od 1987.

## Društva
- KUD "Tamburica" Velimirovac
- DVD Velimirovac